# Saint-Pierre-Laval
Saint-Pierre-Laval ist eine französische Gemeinde mit 365 Einwohnern (Stand 1. Januar 2022) im Département Allier in der Region Auvergne-Rhône-Alpes; sie gehört zum Arrondissement Vichy und zum Kanton Lapalisse.

## Geographie
Saint-Pierre-Laval liegt etwa 25 Kilometer ostnordöstlich von Vichy. Umgeben wird Saint-Pierre-Laval von den Nachbargemeinden Andelaroche im Norden, Saint-Martin-d’Estréaux im Osten, Saint-Bonnet-des-Quarts im Südosten, Arfeuilles im Süden und Südwesten, Châtelus im Westen sowie Droiturier im Nordwesten.
Die Gemeinde besaß einen Haltepunkt an der Bahnstrecke Moret-Veneux-les-Sablons–Lyon-Perrache, welcher heutzutage nicht mehr bedient wird.

## Bevölkerungsentwicklung
| Jahr                       | 1962 | 1968 | 1975 | 1982 | 1990 | 1999 | 2006 | 2013 | 2019 |
| Einwohner                  | 548  | 533  | 572  | 468  | 416  | 362  | 367  | 381  | 349  |
| Quellen: Cassini und INSEE |      |      |      |      |      |      |      |      |      |

## Sehenswürdigkeiten
Siehe auch: Liste der Monuments historiques in Saint-Pierre-Laval
- Kirche St-Pierre
- Monumentalkreuz (Monument historique)
- Schloss La Feige aus dem 17. Jahrhundert
- Schloss La Tour aus dem 16. Jahrhundert

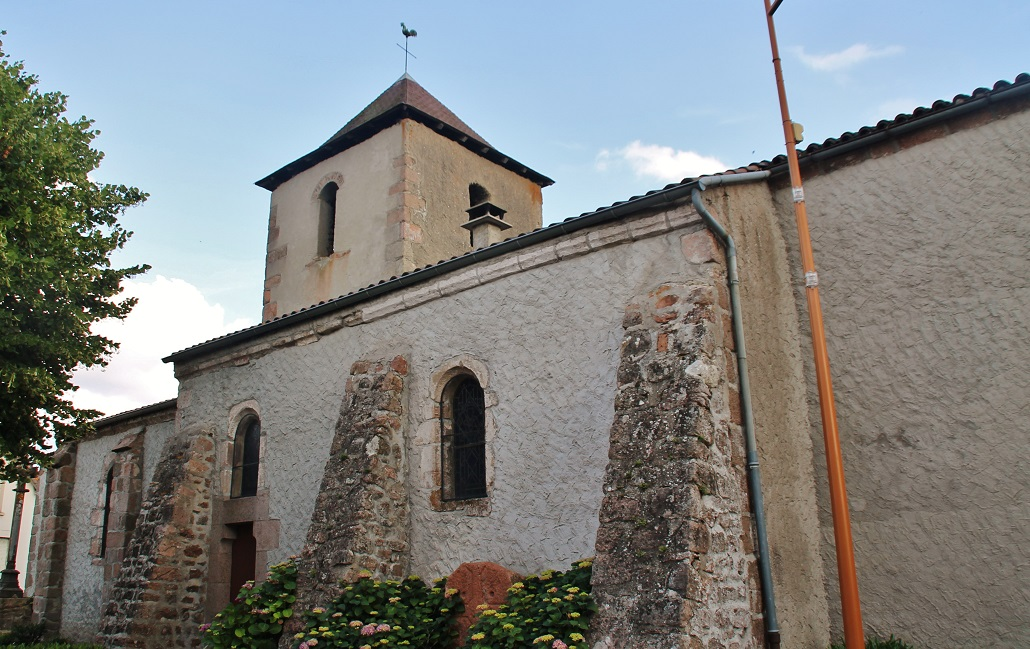
Kirche Saint-Pierre